# Piz da la Crappa
Piz da la Crappa är en bergstopp i Schweiz.   Den ligger i regionen Engiadina Bassa/Val Müstair och kantonen Graubünden, i den östra delen av landet, 220 km öster om huvudstaden Bern. Toppen på Piz da la Crappa är 3 122 meter över havet, eller 238 meter över den omgivande terrängen. Bredden vid basen är 1,9 km.
Terrängen runt Piz da la Crappa är huvudsakligen bergig, men åt sydost är den kuperad. Runt Piz da la Crappa är det glesbefolkat, med 10 invånare per kvadratkilometer.. Närmaste större samhälle är Scuol, 7,8 km norr om Piz da la Crappa. 
Trakten runt Piz da la Crappa består i huvudsak av gräsmarker.